# Noisy Intermediate-Scale Quantum-Ära
Der aktuelle Stand der Quantencomputing-Technologie wird als Noisy Intermediate-Scale Quantum (NISQ) Ära bezeichnet.
Diese Phase ist gekennzeichnet durch Quantenprozessoren mit bis zu 1.000 Qubits, die jedoch weder fehlertolerant noch leistungsfähig genug sind, um einen klare Quantenüberlegenheit zu erreichen.
Diese Prozessoren sind äußerst empfindlich gegenüber ihrer Umgebung (“noisy”) und anfällig für Quantendekohärenz. Daher sind sie derzeit noch nicht in der Lage, eine kontinuierliche Quantenfehlerkorrektur durchzuführen.
Genau diese Zwischenphase wird durch das Quantum Volume definiert, das sich aus der moderaten Anzahl an Qubits und der Gatter-Fidelität ergibt. Der Begriff NISQ wurde 2018 von John Preskill geprägt. Laut dem Schema von Microsoft Azure Quantum wird NISQ-Computing als Level 1 eingestuft – die niedrigste Stufe der Quantencomputer-Implementierung.
Im Oktober 2023 wurde die 1.000-Qubit-Marke erstmals überschritten, und zwar mit dem 1.180-Qubit-Quantenprozessor von Atom Computing. Allerdings gibt es Stand 2024 erst zwei Quantenprozessoren mit mehr als 1.000 Qubits, während Prozessoren mit weniger als 1.000 Qubits weiterhin die Norm sind.

## Algorithmen im NISQ-Zeitalter
NISQ-Algorithmen sind Quantenalgorithmen, die speziell für Quantenprozessoren der NISQ-Ära entwickelt wurden. Zu den bekanntesten Beispielen gehören der Variational Quantum Eigensolver (VQE) und der Quantum Approximate Optimization Algorithm (QAOA). Diese Algorithmen nutzen NISQ-Geräte, lagern jedoch einige Berechnungen an klassische Prozessoren aus. Diese Algorithmen wurden bereits erfolgreich in der Quantenchemie eingesetzt und könnten auch in Bereichen wie Physik, Materialwissenschaften, Datenwissenschaft, Kryptographie, Biologie und Finanzen Anwendung finden. Jedoch, aufgrund von Rauschen während der Ausführung von Quanten-Schaltkreisen sind häufig Fehlerminderungstechniken erforderlich.
Diese Methoden reduzieren die Auswirkungen von Rauschen, indem sie eine Reihe von Quanten-Schaltkreisen ausführen und anschließend eine Nachbearbeitung der gemessenen Daten anwenden. 
Im Gegensatz zur Quantenfehlerkorrektur, bei der Fehler während der Ausführung des Schaltkreises kontinuierlich erkannt und behoben werden, kann die Fehlerminderung nur mit den Ergebnissen der verrauschten Schaltkreise arbeiten.

## Die Zukunft nach der NISQ-Ära
Die NISQ-Ära würde enden, sobald ein Quantencomputer mit zehntausenden Qubits und ausreichender Fehlerkorrektur entwickelt wird. Solche fortschrittlichen Quantencomputer könnten beispielsweise Shors Algorithmus für sehr große Zahlen effizient ausführen und damit RSA-Verschlüsselung brechen.
Im April 2024 erzielten Forscher von Microsoft und Quantinuum einen bedeutenden Fortschritt in der Quantencomputing-Technologie. Durch die Anwendung eines innovativen Qubit-Virtualisierungssystems auf die Iontrap-Hardware von Quantinuum gelang es ihnen, vier hochzuverlässige logische Qubits aus nur 30 physikalischen Qubits zu erstellen. Dieses System ermöglichte eine 800-fache Verbesserung der Fehlerrate im Vergleich zu den physikalischen Qubits. Diese Entwicklung deutet darauf hin, dass skalierbares Quantencomputing möglicherweise in Jahren statt in Jahrzehnten realisierbar ist.